# Ricaurte Vásquez
Ricaurte Vásquez Morales es un economista panameño, quien actualmente se desempeña como administrador del Canal de Panamá. Ha desempeñado funciones clave en el gobierno panameño, entre ellas Ministro de Hacienda y Hacienda, Ministro de Economía y Finanzas y Ministro de Planificación y Política Económica. Fue el primer director financiero del Canal de Panamá fuera de Estados Unidos.

## Educación
Vásquez obtuvo su Doctorado en Economía Gerencial (1977-1979) en Rensselaer Polytechnic Institute en New York, donde también obtuvo su Maestría en Investigación y Operaciones y Estadística (1976-1977). Anteriormente, obtuvo una Maestría en Economía de North Carolina State University (1974-1975) y un título en Matemáticas (1971-1973) en Villanova University.

## Carrera
Vásquez fue nombrado cuarto administrador del Canal de Panamá en 2019, cargo que le fue otorgado por la Junta Directiva del Canal de Panamá, por un periodo de siete años. Durante su gestión, ha implementado cambios significativos en el modelo de negocio del Canal de Panamá, incluyendo la introducción de una nueva estrategia de precios que valora el agua para garantizar la gestión sostenible de los recursos.
Anteriormente, trabajó en General Electric durante 7 años, donde lideró iniciativas “Gas-to-Power” para América Latina. Tras retirarse de General Electric en 2015, Vásquez trabajó en SIGMA Management Advisors Corp.
De 1996 a 2000, fue director de finanzas del Canal de Panamá. Durante este tiempo, Vásquez desempeñó un papel fundamental para facilitar la transición financiera del canal a la administración panameña de conformidad con los Tratados Torrijos-Carter de 1977.
Posteriormente, Vásquez ascendió al cargo de subadministrador del Canal de Panamá, que desempeñó de 2000 a 2004. Jugó un papel importante en la creación del Plan Maestro del Canal de Panamá 2006-2025, y más tarde, de 2004 a 2006, ocupó los cargos de Ministro para Asuntos del Canal y Presidente de la Junta Directiva del Canal de Panamá. A lo largo de su carrera, Vásquez ha sido profesor de economía y finanzas tanto en Panamá como a nivel internacional.